# Valeyres-sous-Montagny
Valeyres-sous-Montagny is een gemeente en plaats in het Zwitserse kanton Vaud, en maakt deel uit van het district Jura-Nord vaudois.
Valeyres-sous-Montagny telt 581 inwoners.

## Externe link

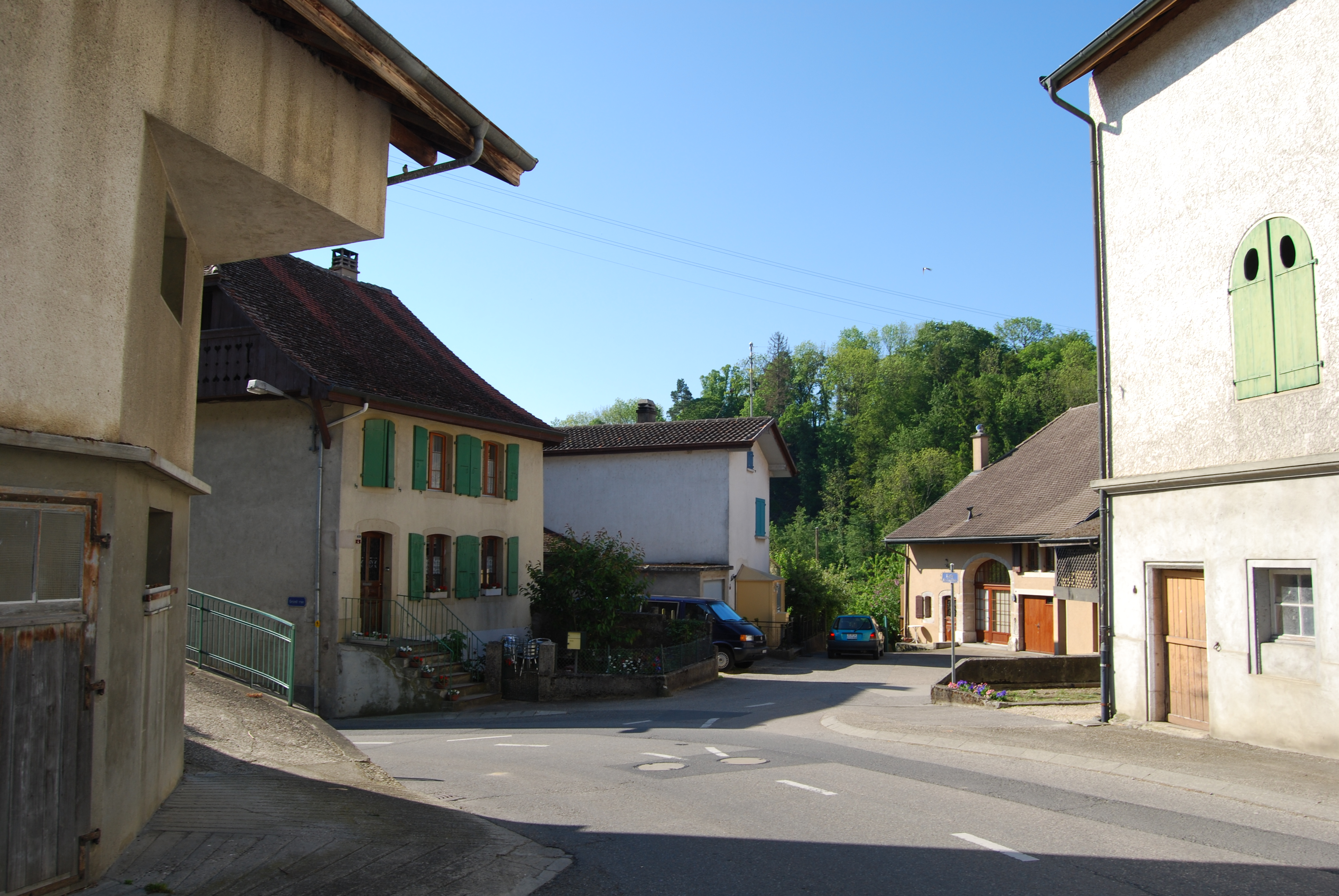
Valeyres-sous-Montagy